# 東梅萊佐河

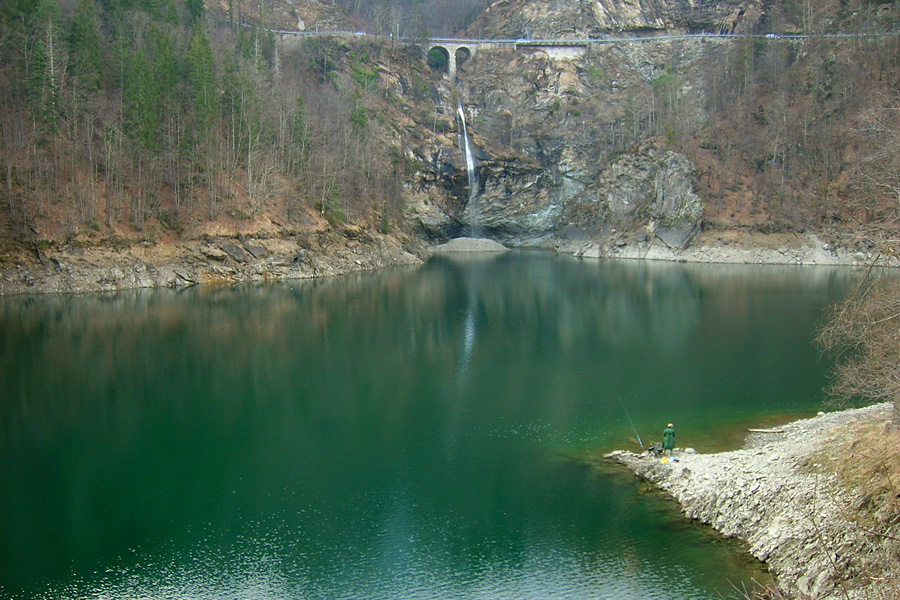

東梅萊佐河是歐洲的河流，位於阿爾卑斯山脈地區，流經意大利和瑞士，河道全長40公里，平均流量每秒5立方米，最終注入馬賈河。